# Plieux
Plieux település Franciaországban, Gers megyében. Lakosainak száma 159 fő (2022. január 1.). Plieux Gramont, Castet-Arrouy, L’Isle-Bouzon, Lectoure és Miradoux községekkel határos.

## Népesség
A település népességének változása:
| Lakosok száma | 232  | 195  | 186  | 154  | 142  | 129  | 134  | 150  | 153  | 159  |
|               | 1968 | 1982 | 1990 | 2006 | 2013 | 2015 | 2017 | 2019 | 2020 | 2022 |